# Jasná
Jasná je majhna vasica v osrednji Slovaški. Vas je mednarodno znano turistično in športno središče, ki leži v gorstvu Nizke Tatre. Vas spada v občino Demänovská Dolina.

## Smučarsko prizorišče
Smučišče na območju vasice Jasná ima skupaj več kot 30 žičnic na vseh straneh gore Chopok. Jasná-Chopok je največje smučišče na Slovaškem z osmimi sedežnicami in štirimi žičnicami. Smučišče ima 41 prog, ki skupaj pokrivajo 49 km.
Proge so označene po težavnostih. 28 % vseh prog je primernih za začetnike, 51 % prog je primernih srednje dobre smučarje in 21 % prog je primernih za izkušene smučarje. V dolini in bližnji okolici so na voljo številne planinske aktivnosti.

## Območja v bližini
Liptovský Mikuláš je turistično mesto ob vznožju gore. V mestu je veliko hotelov in restavracij. Liptovský Mikuláš ima neposredno povezavo z vlakom do Bratislave ali po zraku preko letališča Poprad.

## Kandidatura za zimske olimpijske igre 2022
Smučarsko središče Jasná-Chopok se je zaradi dobrega podnebja za smučanje, pridružila kandidaturi Krakova za gostiteljico zimskih olimpijskih iger 2022 kot prizorišče tekem alpskega smučanja. V primeru, da bi bila izbrana, bi bilo to prvič, da bi olimpijske igre potekale v več državah hkrati. Krakov je maja 2014 opustil svojo ponudbo, potem ko so prebivalci predlog na referendumu zavrnili.

## Proga Petra Vlhova
Nekdanjo progo št. 1, bolj znano kot Racing, so preimenovali v Petra Vlhová zaradi skupne zmage v svetovnem pokalu.